# Raimon Alafont
Raimon Alafont, o Raimundo Alafont (València, País Valencià, agost de 1732 - Calataiud, Aragó, 1763), va ser un religiós valencià.
El 1747 va ser admès en la Companyia de Jesús. Va obtenir la càtedra en retòrica i poesia de la Universitats de València. Posteriorment, el 1751 fou enviat al col·legi que els jesuïtes tenien a Calataiud, per a fer de mestre de fiosofia.
És autor de les obres: Relacion de las fiestas de la proclamacion de Carlos III (València, 1759); Raimundi Alafont é S.J. Rhetoris orationes quas adhuc ambas habuit in Academia Valentina, eduntur in lucem ex decreto et impensis. Valentini senatus (València, 1759) i Raymundi Alafont orationes in proxima et superiore studiorum instauratione habitae ad senatum et academiam Valentinam: in lucem prolatae edicente, et impensam faciente Valentino Senatu (València, 1762).